# Mehdí Alíjárí
Mehdí Alíjárí (* 13. března 1989) je íránský zápasník – klasik.

## Sportovní kariéra
Zápasení se věnuje aktivně od 10 let. Specializuje se na řecko-římský styl. V íránské mužské reprezentaci se pohybuje od roku 2013 ve váze do 96 (97, 98) kg. Do roku 2016 jako reprezentační dvojka za Gásemem Rezáím, se kterým prohrál nominaci na olympijské hry v Riu.

## Výsledky
| Turnaj            | 2013 | 2014 | 2015 | 2016 | 2017 | 2018 |  |
| Turnaj            | 24   | 25   | 26   | 27   | 28   | 29   |  |
| Turnaj            | -96  | -98  | -98  | -98  | -98  | -97  |  |
| ----------------- | ---- | ---- | ---- | ---- | ---- | ---- |  |
| Olympijské hry    |      |      |      | —    |      |      |  |
| Mistrovství světa | 5.   | —    | úč.  |      | —    | 3.   |  |
| Asijské hry       |      | 1.   |      |      |      | —    |  |
| Mistrovství Asie  | —    | 1.   | 1.   | 1.   | —    | —    |  |
| Univerziáda       | 3.   |      |      |      |      |      |  |